# ديزيري بيرك
ديزيري بيرك (بالنرويجية البوكمول: Desirée Bjerke)‏ هي متزلجة تزلج صدري نرويجية، ولدت في 22 مارس 1971 في فريدريكستاد في النرويج.

## وصلات خارجية
- ديزيري بيرك على موقع IBSF (الإنجليزية)
- ديزيري بيرك على موقع اللجنة الأولمبية الدولية (الإنجليزية)
- ديزيري بيرك على موقع أوليمبيديا (الإنجليزية)